# Kewullay Conteh
Kewullay Conteh (Freetown, 31 de dezembro de 1977) é um futebolista de Serra Leoa que atua como zagueiro. Atualmente joga pelo Ghisalbese.

## Carreira
Revelado pelo Ports Authority em 1994, Conteh jogou também na Suécia (Cafe Opera e Spånga), porém foi na Itália que o jogador atuou na maior parte da carreira. Contratado pela Atalanta em 1995, estreou pelo clube em abril do ano seguinte, contra a Fiorentina. Ele ainda disputou um jogo antes de voltar ao Cafe Opera em 1997, e pouco depois assinaria com o Chievo, que disputava na época a Série B italiana. Conteh disputou 60 partidas pelos Gialloblù e fez um gol.
Ele ainda passou por Venezia e Palermo antes de voltar à Atalanta em 2006, porém a segunda passagem pelos bergamascos foi prejudicada após o zagueiro ter contraído malária durante um treino com a Seleção Serra-Leonesa - foram apenas 2 partidas (1 pela Série A e outra pela Coppa Italia). Em 2007 assinou pelo AlbinoLeffe, onde jogaria 55 vezes. Seus últimos clubes como atleta profissional foram Grosseto (28 jogos e um gol) e Piacenza (25 partidas).

## Prisão e volta aos gramados
Em dezembro de 2011, Conteh foi acusado pela promotoria de Cremona de estar envolvido em manipulação de resultados em partidas das divisões de acesso do futebol italiano enquanto atuava pelo AlbinoLeffe, juntamente com 3 companheiros de time (Joelson, Filippo Carobbio e Paolo Acerbis), e foi suspenso do futebol por 3 anos.
Voltaria aos gramados em 2014, para jogar na Rivoltana, clube da Eccellenza lombarda, participando de 10 partidas, e após uma curta passagem na Serie D, pelo Montichiari, onde não atuou, regressou à Rivoltana no mesmo ano, disputando 24 partidas. Continuou jogando a Eccellenza até 2017, defendendo o Pradalunghese em 11 jogos, tendo feito um gol antes de se mudar para o Ghisalbese, que disputa a Promozione (sexta divisão). Em sua carreira profissional (clubes e seleção), Conteh fez apenas 5 gols.

## Carreira internacional
É o recordista de participações pela Seleção de Serra Leoa, com 120 partidas disputadas entre 1996 e 2011, tendo feito 2 gols. Integrou o elenco que disputou a Copa Africana de Nações de 1996, jogando as 3 partidas da equipe, que caiu na fase inicial.

## Títulos
Palermo
- Série B: 1 (2003–04)